# Lámpsace
En la mitología griega, Lámpsace (Λαμψάκη), que es el epónimo de la ciudad de Lámpsaco, fue una princesa honrada como una heroína y más tarde deificada.
Lámpsace era la hija de Mandrón, rey de los bébrices en Pitiusa (el nombre antiguo de Lámpsaco). Su padre fue asistido por Fobos de Focea en un conflicto militar contra los pueblos vecinos, y en recompensa, asignó a Fobos una parte de su reino, donde este último condujo una colonia de Focea. Los colonos posteriormente tuvieron varias campañas militares exitosas consiguiendo grandes trofeos, lo que hizo que la población bárbara de Pitusa les temiera y envidiase. Entonces los bébrices idearon un plan para expulsar a los griegos de su tierra en ausencia de Mandrón. Lámpsace se enteró de la trama y, no pudiendo evitarla, avisó a los griegos. Estos, que habían preparado un sacrificio y un banquete a los que habían invitado a los bébrices, se dividieron en dos partes, y mientras una tomaba las murallas la otra masacró a todos los hombres invitados. Cuando Mandrón regresó, aunque le invitaron a que correinara con ellos, rehusó, y se llevó con él a las viudas y los hijos de los bébrices que habían muerto. Lámpsace, por su parte, murió de una enfermedad; la enterraron con grandes funerales y dieron su nombre a la ciudad. Se le rindieron grandes honores y posteriormente decretaron que se le ofrecieran sacrificios como a una diosa, que continuaron hasta los tiempos de Plutarco.